# Ki no Tsurayuki
Ki no Tsurayuki (紀貫之?   872 – 945) fue un autor, poeta y cortesano japonés de la era Heian.

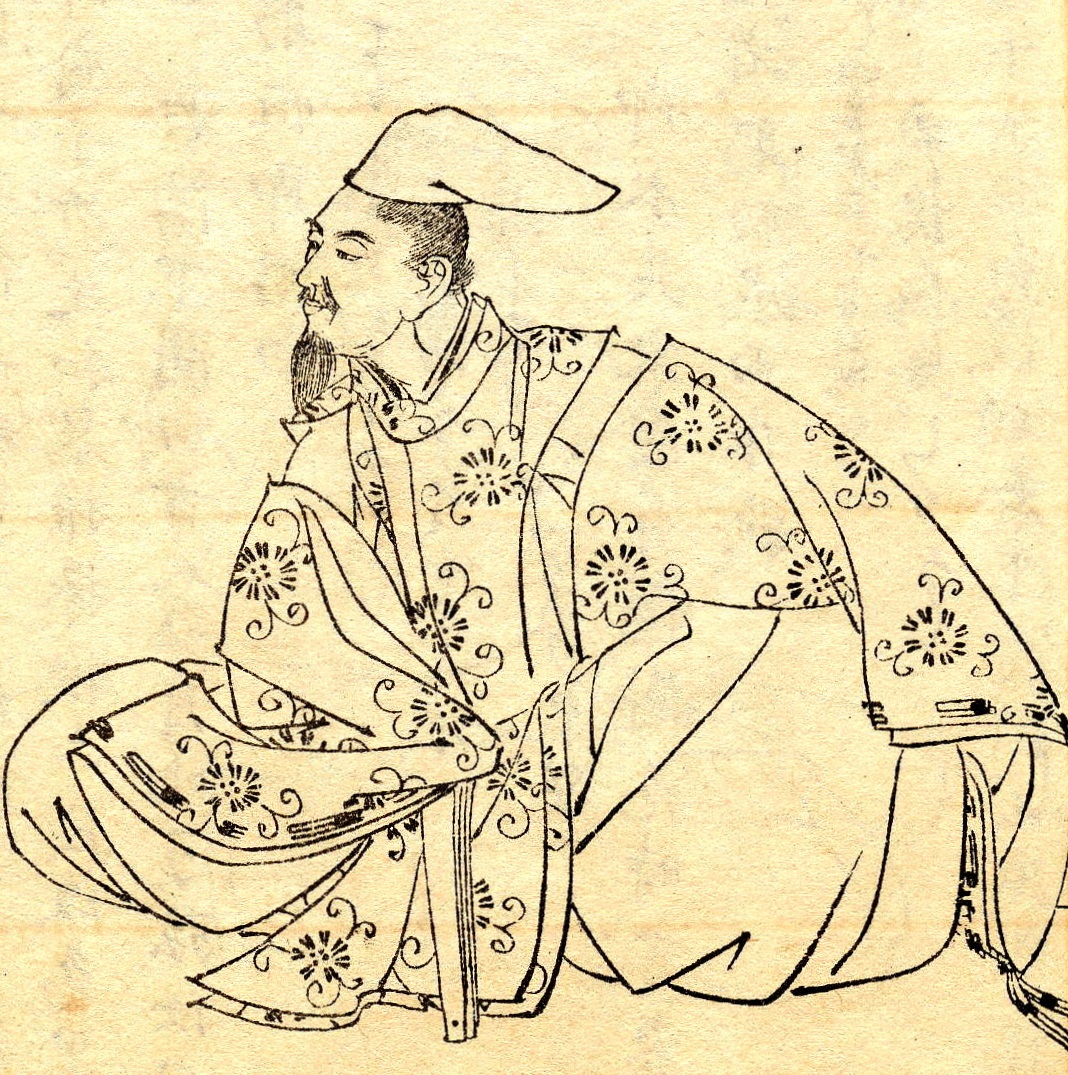
Tsurayuki por Kikuchi Yōsai.

Tsurayuki fue hijo de Ki no Mochiyuki. Se convirtió en un poeta del waka en la década de 890. En 905, por orden imperial del Emperador Daigo, fue uno de los cuatro poetas elegidos para compilar el Kokin Wakashū, una antología de poesías.
Luego de ocupar varios cargos en Kioto, fue nombrado gobernador de la provincia de Tosa entre 930 y 935. Posteriormente, fue nombrado posiblemente como gobernador de la provincia de Suo, debido a que realizó un waka festivo (Utaai) en Suo.
Es conocido por sus waka y es considerado como uno de los Treinta y seis inmortales de la poesía elegidos por Fujiwara no Kintō. Escribió uno de los dos prefacios del Kokin Wakashū; el otro está escrito en chino. Su prefacio fue el primer ensayo crítico al waka. Escribió su historia desde el origen mitológico hasta el waka contemporáneo, en el que lo agrupó por géneros, y se refirió a algunos poetas importantes y emitió críticas duras a sus predecesores como Ariwara no Narihira.
Su waka está incluido en una de las más importantes antologías poéticas japonesas, el Hyakunin Isshu, compilado en el siglo XIII por Fujiwara no Teika.

## Su obra

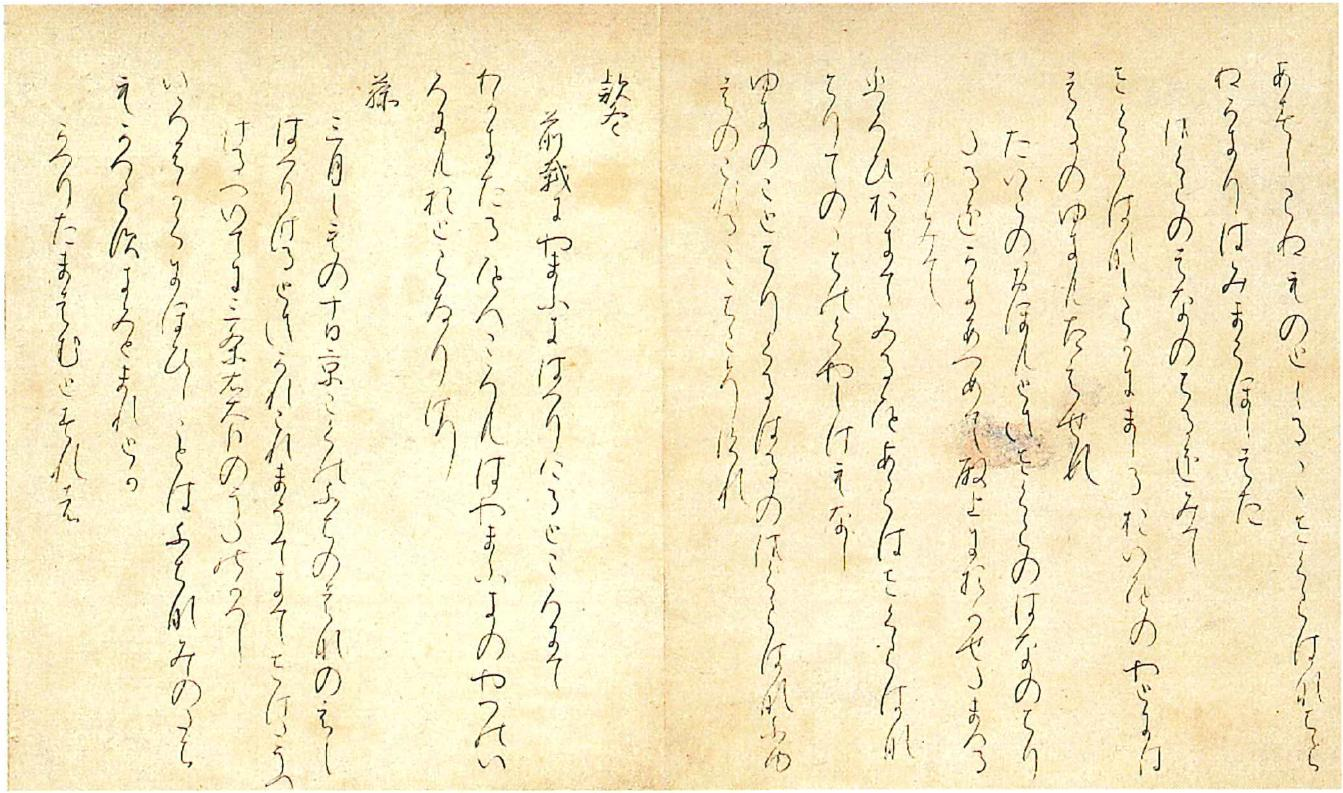
Poemas de la antología Tsutsumichūnagon shū (Museo de las Colecciones Imperiales).

Aparte del Kokin Wakashū y su prefacio, la principal obra de Tsurayuki fue el Tosa Nikki (土佐日記?), escrito de manera anónima y en hiragana. Al comienzo de este diario pretendió ser una mujer, pero su forma de escribir daba a entender que el autor real era un hombre. El texto detalla un viaje en 935 de regreso a Kioto desde la provincia de Tosa, donde Tsurayuki fue nombrado gobernador.
El Tosa nikki fue escrito en hiragana, cuando en ese tiempo un hombre no podía usar el estilo “indisciplinado” y “femenino” del hiragana en vez del kanji. Él decidió expresarse de este modo debido a que el tema central del diario no fue su viaje, sino su lamento tras la muerte de su hija en Tosa. Al comienzo del texto, su muerte no es mencionada y las escenas del viaje son descritas en una forma cómica pero algo seria. Posteriormente, la hija fallecida y el lamento sobre su ausencia son mencionados. Este diario es el más antiguo que se haya escrito en kana. Es considerado un trabajo excepcionalmente bien escrito y tuvo una gran influencia en posteriores nikki o diarios poéticos.
También existe una antología de waka de Tsurayuki, llamado Tsurayuki-shū, presumiblemente compilado por él mismo. Algunos de sus waka también fueron compilados en otras antologías importantes como el Kokinshū y otras antologías decretadas imperialmente. De las tres antologías imperiales más antiguas, él es uno de los poetas de waka más importantes.
Su nombre es mencionado en el Genji Monogatari como un maestro del waka. En esta historia, el Emperador Uda ordenó a él y a varias poetisas que escribieran waka en sus paneles como accesorios.